# Hans Persson (dragspelsmusiker)
Hans Wolfgang Persson, artistnamn Pajala-Hasse, född 9 juni 1924 i Björna församling, Västernorrlands län, död 20 april 2021 i Västerlövsta distrikt, Uppsala län, var en svensk dragspelsmusiker. Han blev känd för sitt dansband "Pajala-Hasses" där han tillsammans med sina fyra barn gjorde många turnéer och gav ut flera skivor mellan 1971 och 1984.

## Biografi
Persson växte upp i Björna i trakten kring Örnsköldsvik och började tidigt spela först munspel och sedan dragspel. Han lärde sig låtarna genom att lyssna med örat mot väggen vid danslokalerna, då han var för ung för att få komma in.
Efter värnplikt började han köra buss runt om i Norrland och bosatte sig i Pajala. Han gifte sig 1950 med sin hustru Katarina och de fick fyra barn, som alla tidigt lärde sig traktera olika instrument. Varje helg ägnades åt spelningar, där barnen snart fick medverka under namnet "Pajala-Hasses". Familjen flyttade i mitten av 1960-talet till Piteå. Familjen kom bland annat 1968 att bli tvåa i Sveriges Radios gammeldanstävling, efter Bröderna Lindqvist, något som bidrog till gruppens popularitet. År 1970 flyttade hela familjen till Morgongåva där Persson startade eget musikförlag och byggde en studio. Under perioden 1971–1984 genomfördes varje år ett omfattande turnéprogram som planerades utifrån geografi där man spelade sig igenom Sverige och Finland. Säsongen började i maj och slutade lagom till älgjakten då bussen ställdes av.
I bandet medverkade Perssons fyra barn:
- Bo Persson, bas
- Lars "Lasse" Persson, trummor
- Birgit Persson, dragspel
- Doris Persson, gitarr och banjo

År 1984 lade Persson ner Pajala-Hasses men fortsatte att spela dragspel långt upp i åren, där även sönerna Lasse och Bo fortsatte i olika konstellationer som trumslagare och basist.
Hans Persson är gravsatt i minneslunden på Vittinge kyrkogård.

### Teaterpjäsen105 kurvor
År 2010 satte dramatikern Mikael Niemi upp teaterpjäsen 105 kurvor för Tornedalsteatern. Titeln anspelar på den slingriga vägen mellan Vittangi och Nedre Soppero, en väg som Persson kört många gånger, men också i överförd bemärkelse hans svängar genom livet. Pjäsen bygger på Pajala-Hasses levnadshistoria nedtecknad av honom själv. Niemi beskriver "Pajala-Hasse" som kult, och pjäsens berättelse knyter samman hans livsbejakande musik med humor och värme.

## Diskografi (urval)

### Pajala-Hasse
- 1971 – Pajala-Hasse (LP), WISLP 504, Wisa Grammofon AB
- 1975 – Sven-Olof Nilsson och Pajala-Hasse (LP), WISLP 517, Wisa Grammofon AB
- 2002 – Pajala-Hasse spelar kända melodier (LP), PHMC 201, PHM Produktion

### Pajala-Hasses
- 1972 – Birgit (LP) - Birgit Persson med Pajala-Hasses kör och orkester, PROP 7752, Prophone
- 1974 – Gammelgodingar (LP), WISLP 512, Wisa Grammofon AB
- 1977 – Längtan finns kvar (LP), PHMLP 1001, PHM-Records
- 1978 – Sommarkväll i Gunnarn med Pajala-Hasses (LP), PHMLP 1002, PHM-Records
- 1979 – Vår Sommar (LP), PHMLP 1003, PHM-Records
- 1979 – Midnattssol över Pajala (LP), PHMLP 1004, PHM-Records